# Spantekow
Spantekow est une municipalité allemande du land de Mecklembourg-Poméranie-Occidentale et l'arrondissement de Poméranie-Occidentale-Greifswald.

## Personnalités liées à la ville
- Johann Christoph Adelung (1732-1806), philologue né à Spantekow.